# Fia-Faia
La Fia-Faia de Bagà i de Sant Julià de Cerdanyola (Berguedà) és una tradició de Nadal d'origen precristià que se celebra el 24 de desembre. El 16 de novembre de 2010 fou declarada festa patrimonial d'interès nacional per la Generalitat de Catalunya.
El 2015 la Fia-Faia va ser admesa a la llista de Patrimoni Cultural Immaterial de la Humanitat juntament amb les falles d'estiu del Pirineu.
La festa consisteix en la crema d'unes torxes, les faies, el capvespre de la nit de Nadal, a partir del tradicional "Toc d'Oració". Abans d'iniciar-se la crema general, s'encén una foguera a la muntanya, al lloc on es pon el sol, i des d'allà el foc és transportat a la població per un grup de fallaires en una vistosa davallada nocturna. Els portadors, en arribar, reparteixen el foc a la resta de fallaires.
Aquest moment s'acompanya pel següent cant: Fia-faia, que nostro senyor ha nascut a la paia.

## Orígens
La festa, d'arrels precristianes, és possiblement un ritual relacionat amb el solstici d'hivern. La Fia-Faia vindria a ser una pregària col·lectiva per tal d'aturar l'escurçament dels dies. L'inici de la tradició és desconegut, amb tot, és segur que aquesta celebració del solstici d'hivern i el naixement de Crist, se celebra a Bagà i Sant Julià de Cerdanyola, des de la constitució de la vila, a mitjans del segle xiv.

## Variants locals del ritu

### Bagà
Al capvespre s'encén una foguera visible des de Bagà i Sant Julià de Cerdanyola.
S'encenen les faies en i són dutes al poble (per l'anomenada carretera plana)
Les faies són rebudes davant l'església. Al toc d'oració les faies són conduïdes a la Plaça Catalunya on són rebudes per la resta de "faiers", les faies dels quals són enceses.
Amb les Faies a mig cremar aquestes són dutes pel carrer major fins a la plaça Porxada.
Quan les faies estan a punt de consumir-se són llençades formant petites fogueres.
La mainada salta sobre les petites fogueres cridant Fia-faia, que nostro senyor ha nascut a la paia
Amb la brasa que resta es fan torrades les quals són untades amb allioli de codony.

### Sant Julià de Cerdanyola
Al capvespre s'encén una foguera visible des de Bagà i Sant Julià de Cerdanyola.
S'encenen les faies en i són dutes al poble (per l'anomenada carretera plana)
Les faies són rebudes davant l'església. Al toc d'oració les faies són conduïdes a la Plaça de l'Església on són rebudes per la resta de "faiers", les faies dels quals s'encenen.
Les faies són cremades a la plaça de l'església.

## Les Faies
Les faies són fetes amb una herba anomenada Cephalaria leucantha, a la qual s'atribueixen certs poders purificadors i que s'ha anat a recollir al bosc una setmana abans. L'herba és trenada formant unes toies d'un a quatre metres de llarg i un gruix, de si fa o no fa, un pam (de 15 a 30 centímetres).

## Etimologia
El terme "fia" prové del verb irregular fieri que, entre altres significats té els de "ésser produït", "celebrar-se", "tenir lloc", "acomplir-se un sacrifici, una festa als déus". El mot "faia" podria tractar-se d'una iodització, pròpia de les llengües llatines, del terme referent a les branques seques, estelles o a qualsevol material orgànic apte per a la crema durant els mesos de fred. Cal tenir en compte que en català antic, a Bagà, no s'empraven el so que avui rep la grafia LL, sinó el so d'origen que sona a l'actual I.